# Place Camille-Claudel
La place Camille-Claudel est une voie située dans le quartier Necker du 15e arrondissement.

## Situation et accès

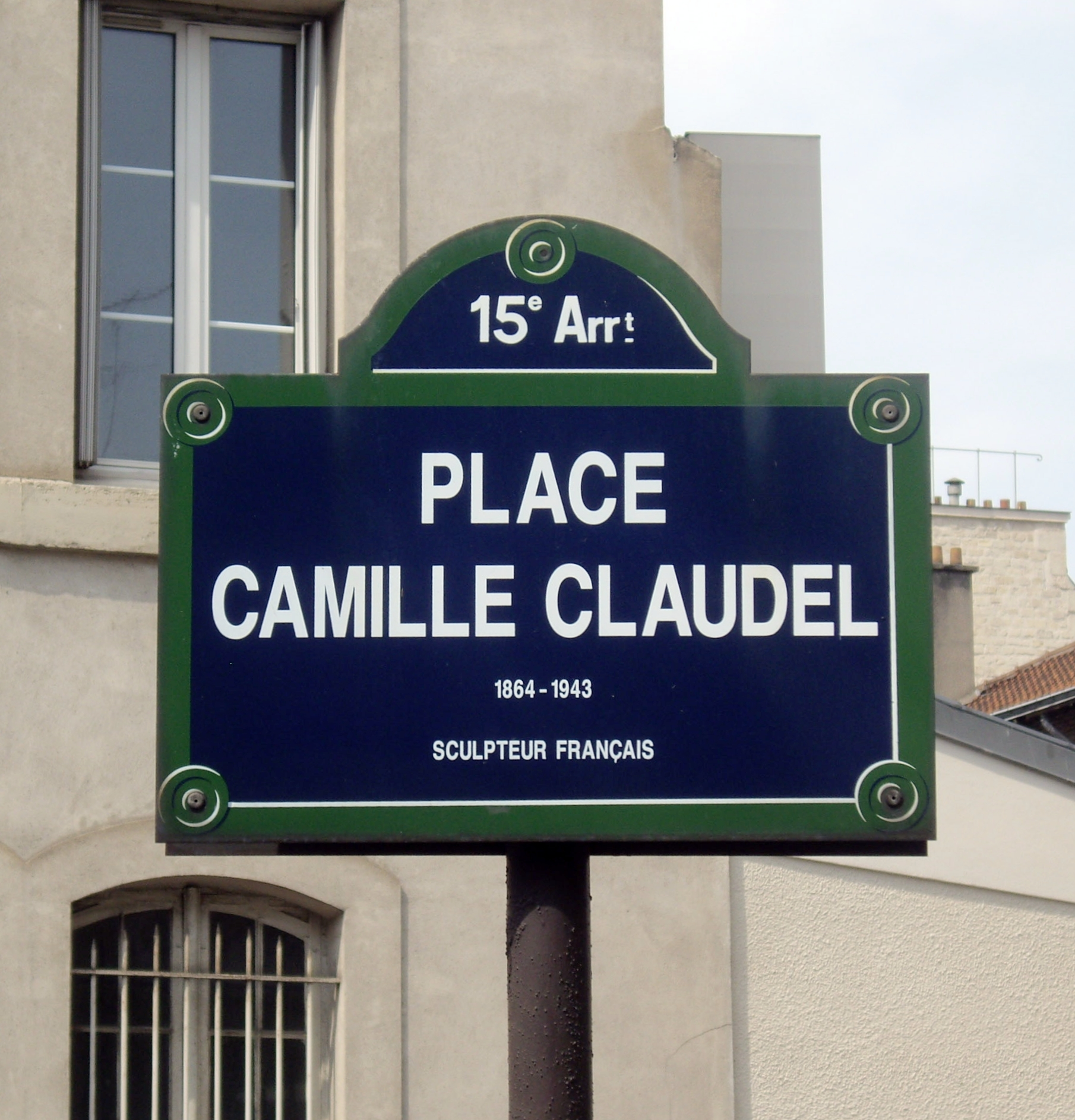
Plaque de rue de la place Camille-Claudel.

La place Camille-Claudel est une voie publique du 15e arrondissement de Paris située au croisement de la rue du Cherche-Midi et de la rue de Vaugirard.
La station Falguière, où circulent les trains de la ligne 12, se situe sur la place.

## Origine du nom

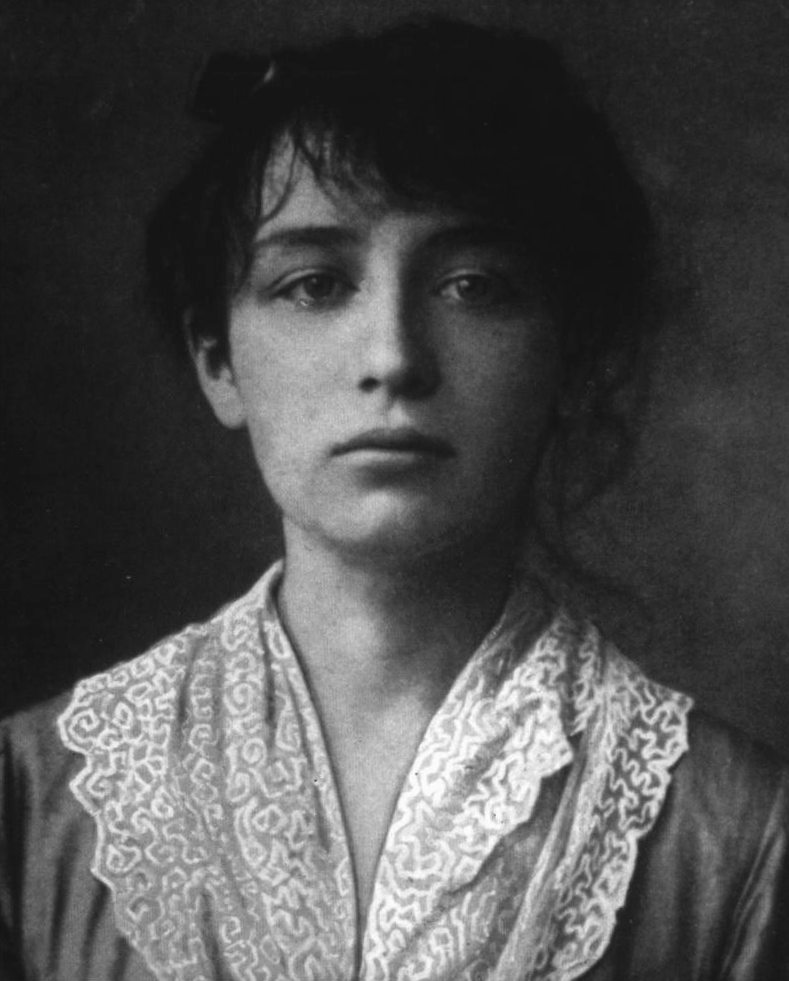
Camille Claudel.

Cette place a été nommée en l'honneur de la sculptrice Camille Claudel (1864-1943) en 1992.

## Historique
Cet espace issu d'anciennes parties des rues qui le bordent a été créé et a pris son nom actuel le 24 février 1992.